# Giovanni III di Svezia
Giovanni III Vasa (Castello di Stegeborg, 20 dicembre 1537 – Stoccolma, 27 novembre 1592) fu re di Svezia dal 1568 fino alla sua morte.
Egli era figlio del re Gustavo I di Svezia e della sua seconda moglie Margherita Leijonhufvud. Egli fu anche reggente della Finlandia in maniera quasi del tutto autonoma con il titolo di duca dal 1556 al 1563. Nel 1581 assunse il titolo di Gran Principe di Finlandia.

## Biografia

### I primi anni
Giovanni III nacque il 20 dicembre 1537 al castello di Stegeborg, figlio secondogenito di Gustavo I Vasa e della sua seconda moglie Margherita Leijonhufvud, una nobildonna svedese. Il fratello Erik aveva ereditato il trono, e Giovanni, che aveva ricevuto il titolo di duca di Finlandia, venne presto alle armi contro di lui per ottenere la supremazia, avvalorato dal matrimonio contratto con Caterina Jagellona di Polonia. Erik XIV fece imprigionare il fratello giovanni nel 1563 per poi farlo rilasciare.
Nacque così un lungo conflitto durato sette anni, durante il quale Erik vide venire meno il suo potere in maniera preoccupante. Una ribellione dei nobili capeggiata da Giovanni e dal fratello Carlo depose alla fine Erik nel 1568 e proclamò Giovanni quale nuovo sovrano. Un suo importante alleato in questa operazione fu lo zio materno Sten Leijonhufvud che, sul letto di morte, venne onorato del titolo di Conte di Raseborg. Poco dopo questo atto, Giovanni fece decapitare il consigliere più fidato del fratello ex re, Jöran Persson, che venne trattato come il capro espiatorio per il duro trattamento ricevuto da Giovanni durante la prigionia e per i massacri compiuti in nome di Erik.

### Il regno

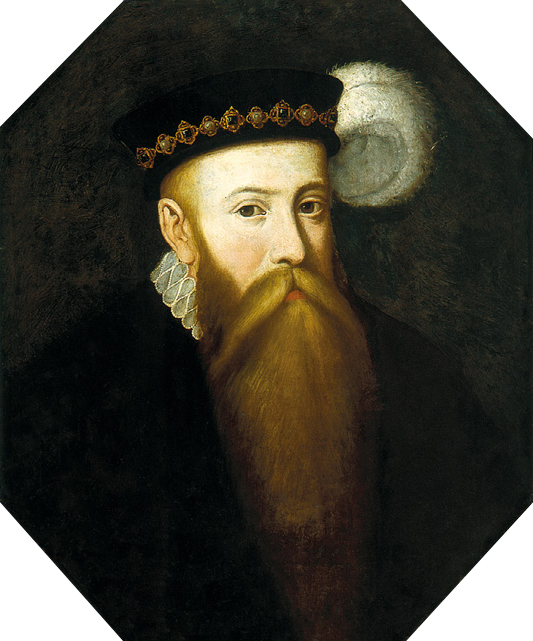
Giovanni III in un ritratto di Pieter Danckerts de Rij.

Giovanni, ottenuto il trono, concesse maggiori privilegi alla nobiltà rispetto ai suoi predecessori, sperando così di ottenere validi alleati che non lo contrastassero nella politica interna mentre egli si concentrava su quella estera. La propaganda che Giovanni III condusse in campo personale fu quella del resto che già aveva adottato suo padre, e ciò concentrare l'aristocrazia sul mito della cacciata della Danimarca e di Cristiano II ancora sentito come uno dei principali nemici della libertà e dell'indipendenza del popolo svedese. Sull'altro fronte, Giovanni III intensificò notevolmente i suoi poteri come sovrano, spesso surclassando gli Articoli di Arboga. Egli, dopo avere deposto e incarcerato il fratello Erik, temeva inoltre per un suo possibile ritorno e come tale lo fece avvelenare in cella nel 1577, in particolare dopo la scoperta di almeno tre complotti ai suoi danni, dei quali all'ultimo del 1574 era scampato per un soffio.
Nel campo della politica estera, Giovanni iniziò ben presto delle trattative di pace con la Danimarca e con Lubecca per porre fine alla Guerra del nord dei sette anni, ma si rifiutò di accondiscendere al Trattato di Roskilde del 1568. Durante questa cerimonia Giovanni III volle che a rappresentare la Svezia fosse l'attuale bandiera con una croce gialla su campo azzurro. Dopo due ulteriori anni di combattimenti, questa querra si concluse senza molte concessioni alla Svezia con il trattato di Stettino (1570). Durante gli anni successivi egli combatté contro la Russia nella Guerra livoniana, conclusa poi con il Pace di Plijussa nel 1583, guerra che portò la riconquista di Narva a opera della Svezia.
Giovanni praticò anche una politica matrimoniale: egli riuscì a candidare il proprio figlio Sigismondo (nato dal matrimonio con Caterina Jagellona) al titolo di re di Polonia e a portarlo sul trono nel 1587 con il nome di Sigismondo III. L'idea di Giovanni III, che poi troverà applicazione sotto suo figlio, era quella di unire i domini di Svezia e Polonia che, assieme alla Finlandia e ai restanti Paesi baltici conquistati sotto il suo regno, avrebbero fornito al re svedese il massimo controllo su tutta l'area del Mar Baltico, evitando infiltrazioni di altre potenze come la Danimarca o come la Russia che ripetutamente aveva ricercato uno sbocco sul mare a danno della Svezia.

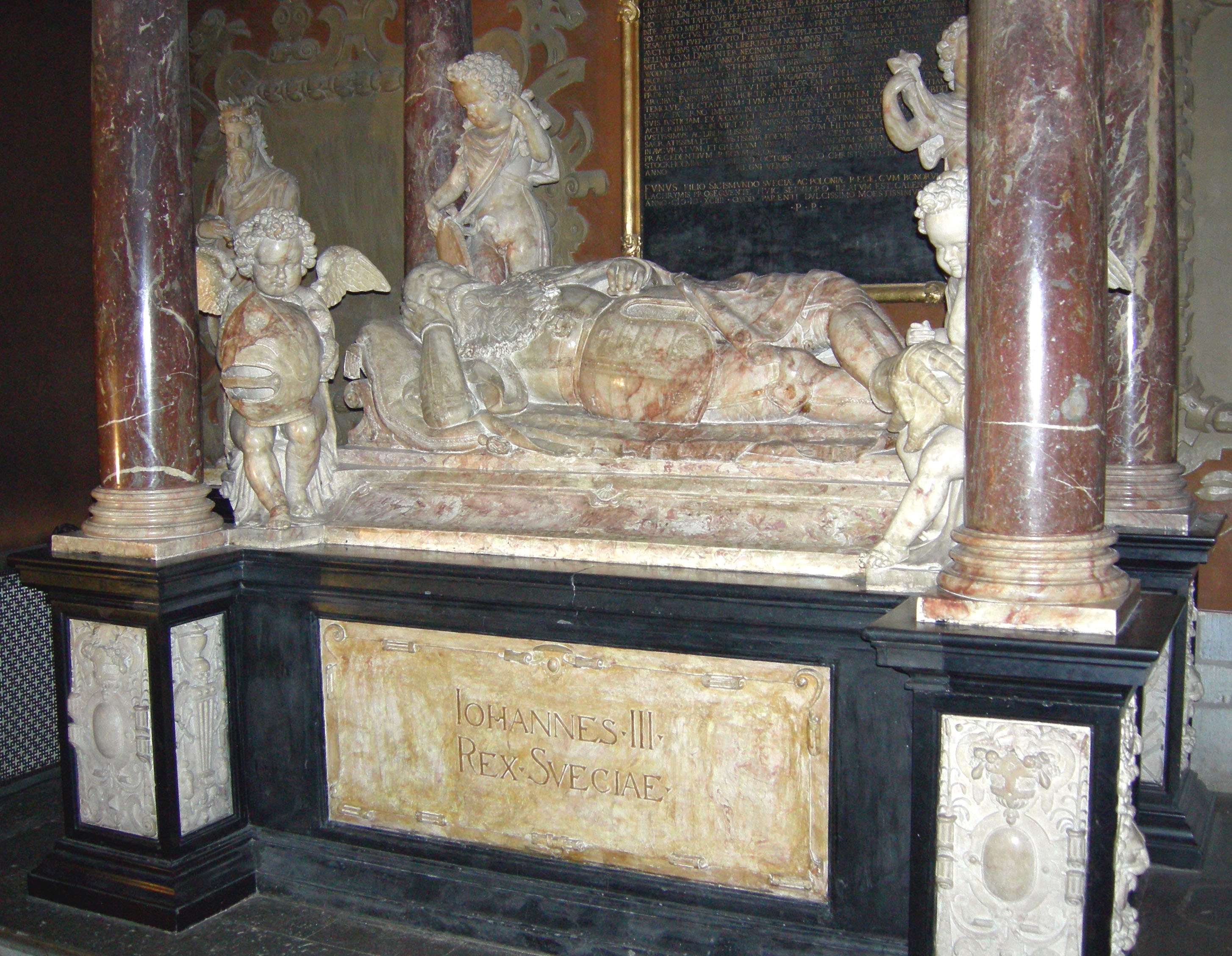
La tomba di Giovanni III di Svezia

La politica di Giovanni fu anche molto influenzata dal sogno del sovrano di restaurare il cattolicesimo in Svezia, e a tal fine ebbe con vari pontefici una corrispondenza molto fitta: suo figlio Sigismondo ricevette un'educazione cattolica e il suo intervento fu decisivo contro la diffusione del protestantesimo in terra polacca. Questa sua attenzione al cattolicesimo gli creò delle frizioni con il clero e l'aristocrazia svedese, i quali vedevano proprio nell'accettazione del luteranesimo come religione di Stato un'identificazione d'indipendenza della Svezia. Giovanni III per tutta risposta lanciò l'edizione del Libro Rosso, che reintrodusse nella liturgia molti costumi del cattolicesimo. Nel 1575 concesse il permesso ai restanti conventi cattolici in Svezia di iniziare nuovamente a ricevere novizi.
Morì a Stoccolma il 27 novembre 1592.

## Patrono delle arti e dell'architettura
Giovanni III è considerato dalla storia dell'arte e dell'architettura il primo grande patrono.
Egli chiamò a corte pittori dalla Germania e dai Paesi Bassi e personalmente si applicò all'arte della pittura e nell'architettura. Nei carteggi che intrattenne nella sua vita, dimostrò di apprezzare moltissimo i principi dell'architettura rinascimentale italiana, pur trovandosi ormai in quello che gli storici dell'arte definiscono "tardo rinascimento".
Giovanni III si circondò di artisti dei più svariati generi e soprattutto si preoccupò di formare il proprio popolo con nuovi canoni come nel caso del pittore svedese Anders che fu artista poliedrico, attivo anche come scultore e architetto. Altri artisti al suo servizio furono i membri della famiglia Pahr, tra cui Franciscus Pahr, Johan Baptista Pahr e Dominic Pahr, ai quali affidò lavori a Uppsala, Borgholm e al Castello di Kalmar, oltre che a Markus Wulfrum, Urban Schultz, Baptista van Uther e Arent Lambrechts.
Re Giovanni, in accordo con la sua politica religiosa, si preoccupò anche di restaurare diverse chiese tra cui le cattedrali di Uppsala, Västerås, Linköping e Skara. In Finlandia promosse il restauro della cattedrale di Turku, e a Tallinn la cattedrale locale. Nella capitale Stoccolma, poi, Giovanni fece costruire la chiesa di Riddarholmen, quella di Santa Chiara, quella di Sant'Enrico, la chiesa della Trinità e quella di San Giacomo.
Per esaltare la propria forza al governo e per esigenze belliche difensive Giovanni III promosse anche la costruzione dei castelli di Vadstena e di Kalmar che ancora oggi sono ben conservati.
Il castello di Uppsala (l'attuale parte sud e la relativa continuazione occidentale) venne ricostruito dopo un incendio scoppiato nel 1572 che distrusse due torri rotonde. Il castello di Vadstena, già scelto come residenza da Gustavo Vasa, venne modificato a farne un palazzo rinascimentale per poi venire completato però all'inizio del XVII secolo.
Per quanto riguarda il Castello di Kalmar Giovanni III vi restaurò i pavimenti e arredi preziosi come già stava facendo del resto suo fratello Erik XIV. Giovanni si applicò in particolare al castello di Borgholm, intenzionato a farne la costruzione più grande della Svezia.
Tra le altre opere di rilievo si possono citare anche il restauro dei castelli di Turku, Västerås, Gävle, Stegeborg e Linköping.

## Matrimonio e figli

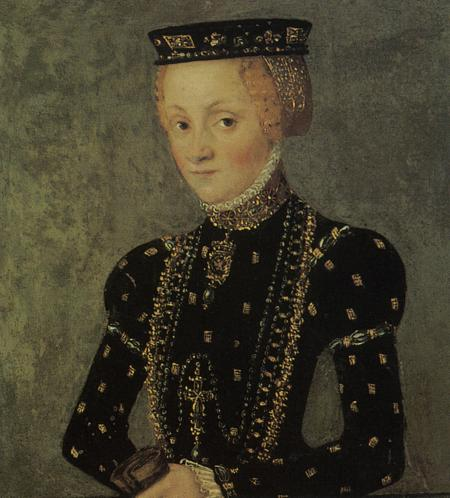
Caterina Jagellona

Giovanni ebbe come prima moglie la cattolica Caterina Jagellona (1526–1583), della casata regnante di Polonia; il matrimonio fu celebrato a Vilnius il 4 ottobre 1562. In Svezia ella divenne nota con il nome di Katarina Jagellonica in quanto sorella del re Sigismondo II Augusto di Polonia. La coppia ebbe tre figli:
- Isabella (1564–1566)
- Sigismondo re di Svezia (1592–1599), e di Polonia (1587–1632), Granduca di Finlandia e Lituania
- Anna (1568–1625)

Giovanni III di Svezia sposò in seconde nozze Gunilla Bielke (1568–c. 1592) il 21 febbraio 1584; la coppia ebbe un figlio:
- Giovanni (1589–1618), dapprima duca di Finlandia e dal 1608 duca di Ostrogothia

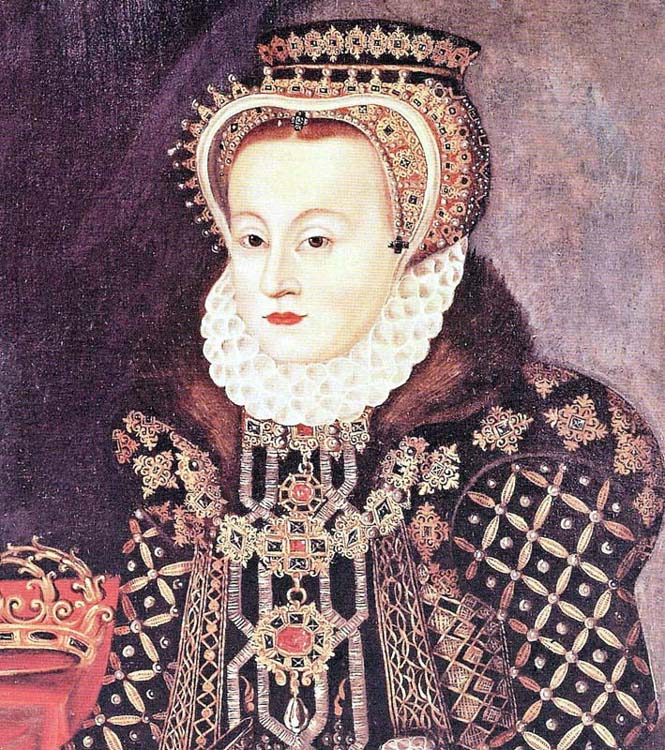
Gunilla Bielke

Dall'amante Karin Hansdotter (1532–1596) ebbe quattro figli illegittimi:
- Giulio Gyllenhielm (1559–1581)
- Augusto (1557–1560)
- Sofia (1556–1583) che sposò Pontus De la Gardie
- Lucrezia (1560–1585)

## Ascendenza
|                               |                                   |                                  | Genitori                     |  |  | Nonni |  |  | Bisnonni                 |  |  | Trisnonni            |  |
|                               |                                   |                                  |                              |  |  |       |  |  | Johan Kristiernsson Vasa |  |  | Krister Nilsson Vasa |  |
|                               |                                   |                                  |                              |  |  |       |  |  | Johan Kristiernsson Vasa |  |  | Krister Nilsson Vasa |  |
|                               |                                   | Margareta Eriksdotter Krummedige |                              |  |  |       |  |  | Johan Kristiernsson Vasa |  |  |                      |  |
| Erik Johansson Vasa           |                                   |                                  |                              |  |  |       |  |  | Johan Kristiernsson Vasa |  |  |                      |  |
|                               |                                   | Birgitta Gustavsdotter Sture     | Gustav Anundsson Sture       |  |  |       |  |  |                          |  |  |                      |  |
|                               |                                   | Birgitta Gustavsdotter Sture     | Gustav Anundsson Sture       |  |  |       |  |  |                          |  |  |                      |  |
|                               |                                   | Birgitta Gustavsdotter Sture     | Birgitta Stensdotter Bielke  |  |  |       |  |  |                          |  |  |                      |  |
| Gustavo I di Svezia           |                                   | Birgitta Gustavsdotter Sture     |                              |  |  |       |  |  |                          |  |  |                      |  |
|                               |                                   | Måns Karlsson Eka                | Karl Magnusson Eka           |  |  |       |  |  |                          |  |  |                      |  |
|                               |                                   | Måns Karlsson Eka                | Karl Magnusson Eka           |  |  |       |  |  |                          |  |  |                      |  |
|                               |                                   | Måns Karlsson Eka                | Birgitta Arentsdotter Pinnow |  |  |       |  |  |                          |  |  |                      |  |
| Cecilia Månsdotter Eka        |                                   | Måns Karlsson Eka                |                              |  |  |       |  |  |                          |  |  |                      |  |
|                               |                                   | Sigrid Eskilsdotter Banér        | Eskil Isaksson Banér         |  |  |       |  |  |                          |  |  |                      |  |
|                               |                                   | Sigrid Eskilsdotter Banér        | Eskil Isaksson Banér         |  |  |       |  |  |                          |  |  |                      |  |
|                               |                                   | Sigrid Eskilsdotter Banér        | Cecilia Haraldsdotter Gren   |  |  |       |  |  |                          |  |  |                      |  |
| Giovanni III                  |                                   | Sigrid Eskilsdotter Banér        |                              |  |  |       |  |  |                          |  |  |                      |  |
|                               | Abraham Kristiernsson Leijonhuvud | Kristien Leijonhuvud             |                              |  |  |       |  |  |                          |  |  |                      |  |
|                               | Abraham Kristiernsson Leijonhuvud | Kristien Leijonhuvud             |                              |  |  |       |  |  |                          |  |  |                      |  |
|                               | Abraham Kristiernsson Leijonhuvud | …                                |                              |  |  |       |  |  |                          |  |  |                      |  |
| Erik Abrahamsson Leijonhufvud | Abraham Kristiernsson Leijonhuvud |                                  |                              |  |  |       |  |  |                          |  |  |                      |  |
|                               |                                   | Birgitta Månsdotter Natt och Dag | Måns Natt och Dag            |  |  |       |  |  |                          |  |  |                      |  |
|                               |                                   | Birgitta Månsdotter Natt och Dag | Måns Natt och Dag            |  |  |       |  |  |                          |  |  |                      |  |
|                               |                                   | Birgitta Månsdotter Natt och Dag | …                            |  |  |       |  |  |                          |  |  |                      |  |
| Margherita Leijonhufvud       |                                   | Birgitta Månsdotter Natt och Dag |                              |  |  |       |  |  |                          |  |  |                      |  |
|                               |                                   | Erik Karlsson Vasa               | Karl Vasa                    |  |  |       |  |  |                          |  |  |                      |  |
|                               |                                   | Erik Karlsson Vasa               | Karl Vasa                    |  |  |       |  |  |                          |  |  |                      |  |
|                               |                                   | Erik Karlsson Vasa               | …                            |  |  |       |  |  |                          |  |  |                      |  |
| Ebba Eriksdotter Vasa         |                                   | Erik Karlsson Vasa               |                              |  |  |       |  |  |                          |  |  |                      |  |
|                               |                                   | Anna Karlsdotter Vinstorpa       | Karl Vinstorpa               |  |  |       |  |  |                          |  |  |                      |  |
|                               |                                   | Anna Karlsdotter Vinstorpa       | Karl Vinstorpa               |  |  |       |  |  |                          |  |  |                      |  |
|                               |                                   | Anna Karlsdotter Vinstorpa       | …                            |  |  |       |  |  |                          |  |  |                      |  |
|                               |                                   | Anna Karlsdotter Vinstorpa       |                              |  |  |       |  |  |                          |  |  |                      |  |